# Таганрог-Молоко
«Таганро́г-Молоко́» — таганрогский молокозавод (гормолзавод), открытый в 1938 году и приостановивший деятельность в 2012 году. 

## История завода
Строительство предприятия на месте разрушенной церкви во имя Святого Архангела Михаила началось в 1932 году. Был выстроен один двухэтажный кирпичный корпус, на фундаменте бывшей церкви установили кефирные чаны. 
В 1937 году, ещё до завершения строительства, завод начал выпускать продукцию. Официальное открытие гормолокозавода было приурочено к юбилею революции, 7 ноября 1938 года. 
В 1940 году завод производил молоко, масло, сырково-творожные изделия, диетические продукты, мороженое (5 сортов). 1 марта 1941 года завод получил статус городского молочно-механизированного комбината. Во время войны работа не прекращалась, предприятие практически не пострадало. В дальнейшие годы проводилась частичная реконструкция ГМЗ, менялся ассортимент, переоснащалось производство, внедрялись поточные линии.
В 1949 году на территории завода была открыта двухгодичная Таганрогская специальная школа мастеров молочной промышленности. Школа просуществовала как минимум до 1956 года.
В 1959 году запущена в эксплуатацию линия по розливу в стеклянные бутылки молока и диетической продукции. В 1960-е годы работало около 270 человек. Стеснённая территория, невозможность дальнейшего расширения производства вызвали попытки строительства нового завода на другом участке. Однако из-за отсутствия финансирования они не были осуществлены. В 1989 году к старому корпусу пристроили маслоцех, установили полуавтоматы по розливу молока в пакеты «полипак», произвели другие усовершенствования. В 1991 году построен новый участок по выработке масла «Крестьянское».
В декабре 1992 года предприятие стало акционерным обществом открытого типа, что значительно расширило возможности по освоению новых видов продукции и её реализации — это сметана фасованная, брынза, йогурт, суфле, сыр адыгейский. Выпускаемая продукция: фасованное молоко и молочная продукция, масло, сметана, творожные изделия. Проектная мощность составляет 100 тонн цельного молока в сутки.
На 2002 год основными потребителями продукции молзавода являлись бюджетные организации города (школы, больницы, детские сады) и различные местные предприятия общественного питания. Некоторая часть продукции реализовывалась в розницу в таганрогских магазинах и на рынках.
В октябре 2011 года в прессе появились сообщения об ожидаемом массовом сокращении сотрудников в связи с жёсткими условиями, в которых оказалось «Таганрог-Молоко»: повышение цен на сырьё, увеличение налогового бремени и рост тарифов на газ и электроэнергию.
1 февраля 2012 года производство на заводе было остановлено. Все работники предприятия уволены, осталось лишь 6 человек. Произведён демонтаж части оборудования. Основной причиной остановки руководство завода назвало работу предприятия последние два года в убыток. «Таганрог-Молоко» перерабатывало до 10 тонн молока в сутки, при имеющихся производственных мощностях, рассчитанных на 200 тонн в сутки. Земельным участком, занимающем в самом центре города полтора гектара земли, заинтересовались несколько крупных федеральных торговых сетей. К территории молкомбината приценивалась компания «Магнит», однако стороны не сошлись в цене. Также интерес к территории проявляла компания «Х5 Retail Group». По информации газеты «Коммерсантъ», собственники завода и раньше пытались реализовать участок, но  городские власти не позволяли им это сделать.
На август 2013 года оборудование ОАО «Таганрог-Молоко» находилось в законсервированном состоянии. Доход предприятия складывался из сдачи в аренду части помещений завода.
Предприятие информировало об убытках с 2010 года. Максимальный размер убытков в 7,7 миллионов рублей был достигнут в 2012 году. В 2013 году убытки составили около 2,8 миллионов рублей. В 2014 году, сдавая площади завода в аренду, «Таганрог-Молоко» получило прибыль 933 тысячи рублей.

## Директора завода
- с 2007 по наст. время — В. В. Минченко
- с 2006 по 2007 — С. П. Макаров
- с 1993 по 2006 — Р. Ф. Ковалёва
- с 1989 по 1993 — А. А. Андреева
- с 1982 по 1989 — Н. Г. Харченко
- с 1980 по 1982 — Г. А. Варченко
- с 1979 по 1980 — В. А. Барчук
- с 1966 по 1979 — А. В. Корнев
- с 1964 по 1966 — И. Ф. Есипенко
- с 1957 по 1964 — А. И. Смирнов
- с 1938 по 1957 — Т. Е. Глущенко